# Людвіг Баварський (фільм, 2012)
«Людвіг Баварський» (нім. Ludwig II) — німецько-австрійський художній історико-біографічний фільм 2012 року режисерів і сценаристів Марі Ноель і Петера Зегра. Фільм розповідає про життя Людвига II короля Баварії, від його сходження на престол до його трагічної смерті.

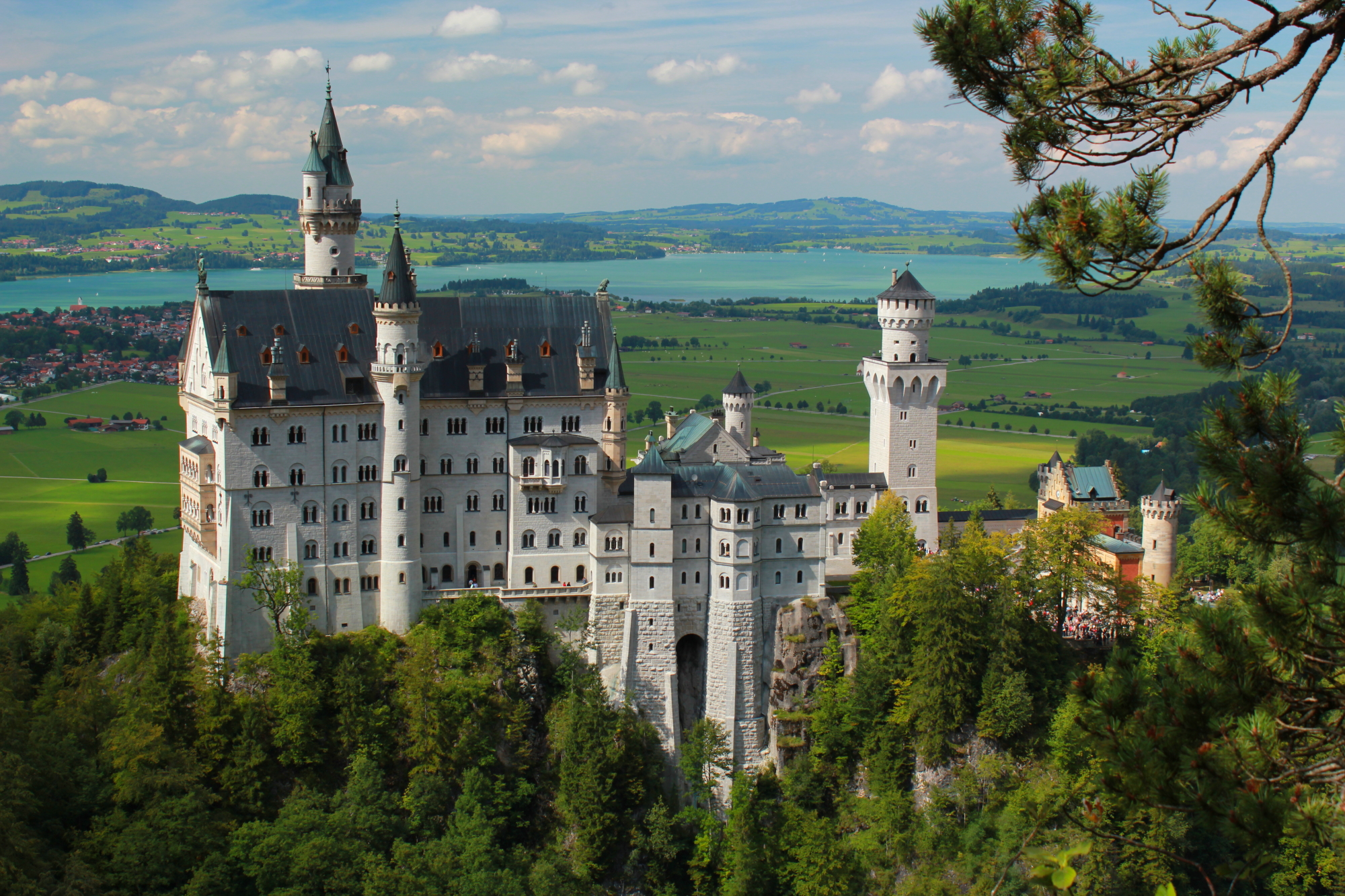
Замок Нойшванштайн

## Сюжет
Блискучий молодий принц, любитель музики і любитель природи, чудовий вершник і досвідчений читач, Людвіг (Сабін Тамбреа) зійшов на престол у віці 18 років. Він глибоко вірив у силу мистецтва і обрав Ріхарда Вагнера (Фрідріх Мюке) за свого духовного провідника. Однак, дуже швидко він зіткнувся з похмурою реальністю, і на молодого монарха чекали дуже темні часи, коли він боровся за збереження Баварії від прусського впливу ….
У віці 40 років Людвіг ІІ (Себастян Шіппер) залишив нащадкам три чудові замки: палац Герренкімзе, Ліндергоф та замок Нойшванштайн і цитату, яка стала лейтмотивом його життя: «Я хочу залишитися загадкою для себе і для інших».

## Ролі виконують

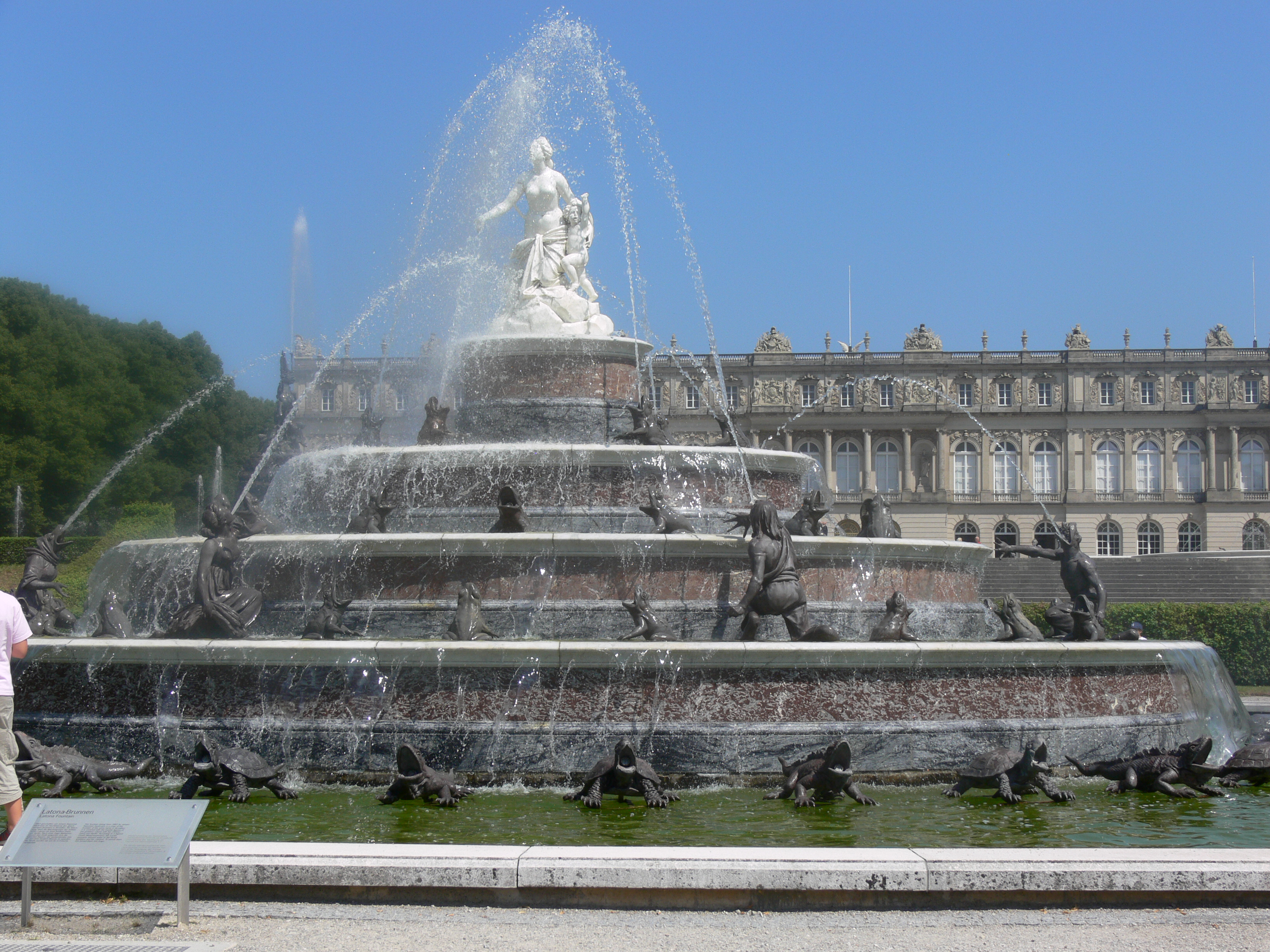
Великий фонтан палацу Герренкімзе

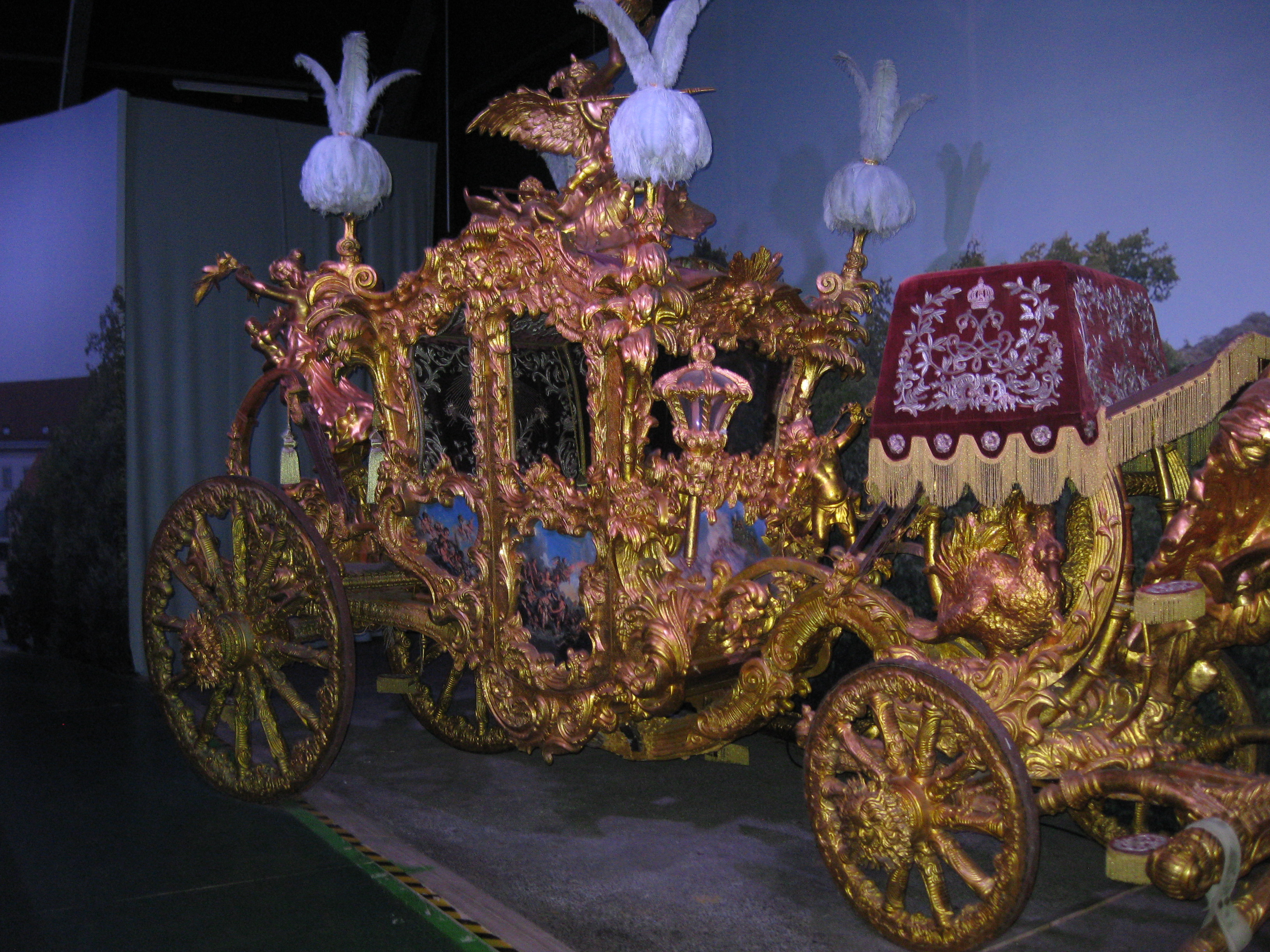
Карета з фільму

- Сабін Тамбреа[de] — Людвіг ІІ
- Себастян Шіппер[de] — Людвіг II, король Баварії в старості
- Ганна Герцшпрунг[de] — Єлизавета Баварська
- Фрідріх Мюке[de] — Ріхард Вагнер
- Том Шиллінг — Отто І
- Паула Бір — Софія Баварська
- Гедеон Буркгард — Максиміліан фон Гольнштайн[de]

## Навколо фільму
- Себастьян Шіппер, який грає старшого Людвіга, з'являється лише через 1 годину 47 хвилин від початку фільму.

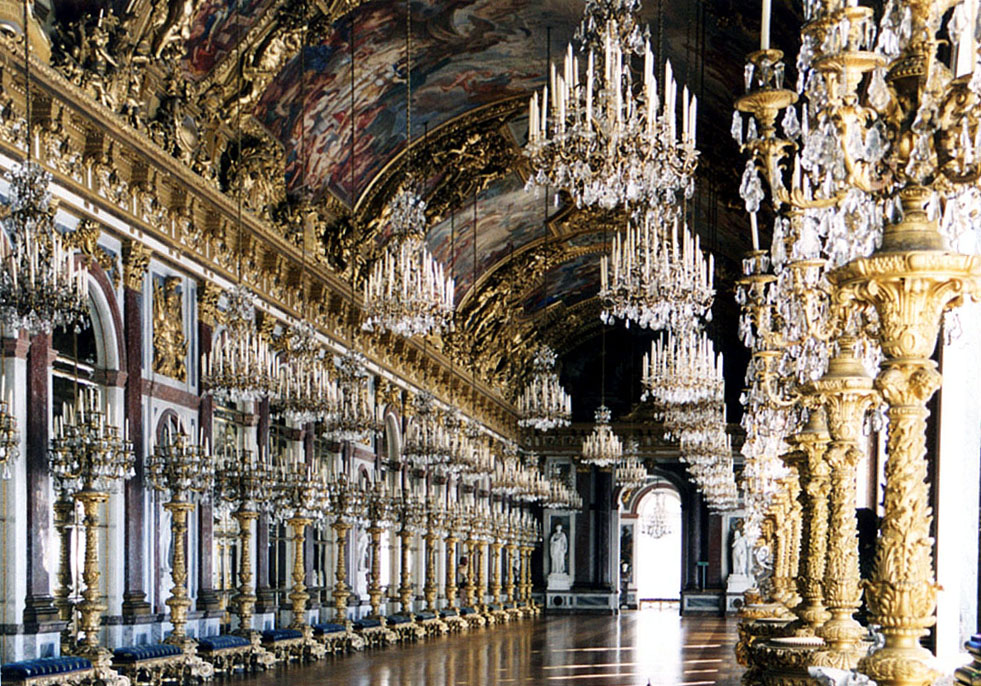
Дзеркальна зала палацу Герренкімзе